# Szaknyér

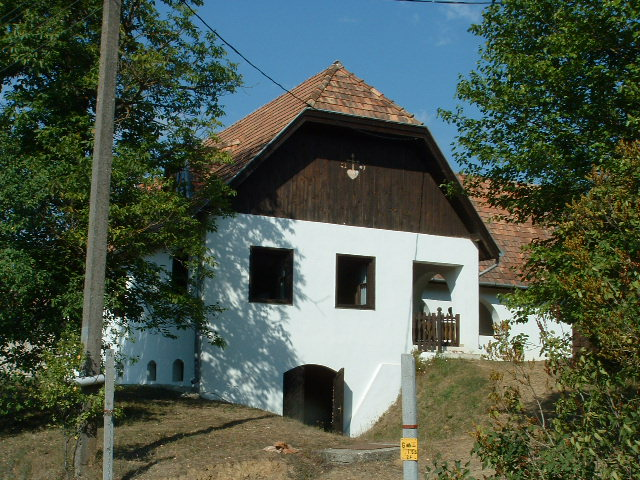
Szaknyér – Falusias porta

Szaknyér község Vas vármegyében, a Körmendi járásban. 293 hektáros kiterjedésével a megye legkisebb közigazgatási területű települése.

## Fekvése
A falu az Őrségben, az Őrségi Nemzeti Park területén fekszik, Körmendtől 22 kilométerre délre, Őriszentpétertől 16 kilométerre keletre, Hegyhátszentjakabtól 1 kilométerre nyugatra.
Közúton északi irányból, Őrimagyarósd nyugati külterületei felől, a 7448-as útból kiágazó, öt számjegyű, 74 169-es számú mellékúton, Hegyhátszentjakab felől, a 7447-es útról letérve pedig egy számozatlan önkormányzati úton közelíthető meg.

## Története
A falu a középkorban Szatmér, Szatmir alakban fordul elő az oklevelekben, ez valószínűleg a személynévi eredetű Szatmárral hozható összefüggésbe. Az Őrséghez tartozott. IV. László állítólagos 1280. évi kiváltságlevelében Szaknyér is szerepel. 1391-ben Zsigmond király a Vas vármegyei zalaewr nevű őröket felmentette az őri szolgálat alól, földjeikkel és mindenféle ingatlanukkal Lévai Cseh László temesi ispánnak adományozta. A 15. században is a Lévai Cseheké volt, majd a 15. század második felében az Újlakiaké lett. Később a Batthyányak németújvári uradalmához tartozott. A törököktől való félelmük miatt 4 évig nem mernek visszatérni elmenekült lakói. Ezekben az években a kis falu jobbágylakossága 50 főre becsülhető. A földeket ugarváltásos rendszerben művelték, de a falu határa nincs nyomásra osztva. Az ugarföldeket rendszertelenül fogják művelés alá. A földjükből megélni nem tudnak, kénytelenek eljárni aratni, csépelni távolabbi helyekre.
Mária Terézia megkoronázásának tiszteletére hársfát ültettek a falu keleti végén. A 3,6 m törzsátmérőjű fa ma is látható.
Vas vármegye monográfiájában „Szaknyér, ősrégi nemesi község, 30 házzal és 169 magyar lakossal. Vallásuk ev. ref. Postája Viszák, távírója Csákány.”

## Közélete

### Polgármesterei
- 1990–1994: Spilák Emil (független)[7]
- 1994–1998: Spilák Emil (független)[8]
- 1998–2002: Spilák Emil (független)[9]
- 2002–2006: Hada Ibolya (független)[10]
- 2006–2010: Hada Ibolya (független)[11]
- 2010–2014: Hada Ibolya (független)[12]
- 2014–2019: Hada Ibolya (független)[13]
- 2019–2024: Hada Ibolya (független)[14]
- 2024– : Hada Ibolya (független)[1]

## Népesség
A település népességének változása:
| Lakosok száma | 49   | 48   | 49   | 60   | 50   | 47   | 44   |
|               | 2013 | 2014 | 2015 | 2021 | 2022 | 2023 | 2024 |

A 2011-es népszámlálás során a lakosok 94,1%-a magyarnak mondta magát (5,9% nem nyilatkozott; a kettős identitások miatt a végösszeg nagyobb lehet 100%-nál). A vallási megoszlás a következő volt: római katolikus 15,7%, evangélikus 21,6%, református 56,9%, felekezet nélküli 2% (3,9% nem nyilatkozott).
2022-ben a lakosság 98%-a vallotta magát magyarnak, 8% egyéb, nem hazai nemzetiségűnek (2% nem nyilatkozott; a kettős identitások miatt a végösszeg nagyobb lehet 100%-nál). Vallásuk szerint 38% volt református, 24% római katolikus, 10% evangélikus, 2% egyéb keresztény, 4% felekezeten kívüli (22% nem válaszolt).

## Nevezetességei
- Harangtorony
- Mária Terézia hársfa